# Pseudoswammerdamia
Pseudoswammerdamia là một chi bướm đêm thuộc họ Yponomeutidae.

## Các loài
- Pseudoswammerdamia apicella - Donovan, 1792
- Pseudoswammerdamia aurofinitella - Duponchel, 1842
- Pseudoswammerdamia combinella - Hübner, 1786
- Pseudoswammerdamia comptella - Hübner, 1796